# Porte aperte (romanzo)
Porte aperte è un romanzo di Leonardo Sciascia pubblicato nel 1987.

## Trama
A Palermo, nel 1937, in pieno regime fascista, un uomo uccide tre persone: la moglie, l'uomo che dell'assassino aveva preso il posto nell'ufficio da cui era stato licenziato; l'uomo che, al vertice di quell'ufficio, ne aveva deciso il licenziamento, un gerarca fascista.
L'assassino è reo confesso ed ha agito con premeditazione: c'è una fortissima pressione politica da parte del regime perché la pena di morte, da poco reintrodotta nell'ordinamento penale italiano con le Leggi fascistissime, venga effettivamente comminata per "dare un esempio".
Ma il giudice a latere del processo è contrario alla pena di morte: grazie anche alla contrarietà di un giurato popolare, un agricoltore bibliofilo, il verdetto di primo grado sarà la "semplice" condanna all'ergastolo.
L'imputato sarà comunque condannato alla pena capitale solo in corte d'assise d'appello e il "piccolo giudice" vedrà per sempre compromessa la sua carriera ma avrà la certezza di aver raggiunto "il punto d'onore della mia vita, dell'onore di vivere".
Il titolo è preso da un detto popolare: "durante il fascismo si dormiva con le porte aperte"; la frase viene ironicamente commentata dal protagonista in uno scambio di battute con un collega.
Sciascia si ispira, nella scrittura del romanzo, ad una storia vera accaduta nella Palermo degli anni trenta: quella del giudice di Racalmuto Salvatore Petrone.
Il romanzo, come molte delle opere di Sciascia, si offre a diverse interpretazioni. La critica considera pressoché unanimemente Porte Aperte una delle gemme dello scrittore siciliano.

## Personaggi
- Alessandro Pavolini (onorevole), si costituisce parte civile a nome della confederazione fascista professionisti e artisti contro l'imputato accusato di aver ucciso Giuseppe Bruno.
- Antonio Speciale (ragioniere), secondo assassinato, era addetto alla segreteria del sindacato forense.
- Giudice, si occupa del processo, è contrario alla pena di morte.
- Giuseppe Bruno (Avv. Comm.), terzo assassinato, presidente dell'unione provinciale fascista artisti e professionisti, segretario del sindacato forense e vice segretario della federazione dei fasci di Palermo.
- Procuratore generale, si occupa del processo è favorevole alla pena di morte.
- Vittima 1, la prima vittima dell'assassino è sua moglie.

## Filmografia
Nel 1990 Gianni Amelio ne ha tratto il film omonimo con Gian Maria Volonté.

## Edizioni
- Leonardo Sciascia, Porte aperte, 1ª edizione, Adelphi, 1987,  p. 110, ISBN 88-459-0262-5.